# Sønderpolde
Sønderpolde (dansk) eller Süderberge (tysk) er navnet på flere flyvesandsbakker sydøst for landsbyen Sønder Løgum i Sydslesvig. (Sand-)pold (også puld, af pulle) betegner en lille høj eller banke af (flyve)sand (sml. også Helm Polde). På tysk blev det til Süderberge (≈Sønderbjerge).
Det på den slesvigske midtslette (gesten) beliggende område hører historisk under Kær Herred i Slesvig / Sønderjylland, nu Sønder Løgum Kommune i Nordfrislands kreds i den nordtyske delstat Slesvig-Holsten. Det omtrent 8 ha store område er fredet siden 1939. Sønderpolden udgør den sydlige del af et sammenhængende habitatområde med Sønder Løgum Klit.

## Eksterne henvsisninger
- Wikimedia Commons har flere filer relateret til Sønderpolde